# Bộ trưởng Tư pháp (Nhật Bản)
Bộ trưởng Tư pháp (法務大臣 (Pháp vụ Đại thần) Hōmu Daijin) là thành viên của Nội các Nhật Bản phụ trách Bộ Tư pháp.

## Danh sách Bộ trưởng
- Các cấp phó tạm thời chỉ được liệt kê khi bộ trưởng vắng mặt, và các cấp phó tạm thời như khi đi công tác nước ngoài không được liệt kê.
- Kiêm nhiệm có nghĩa là các bộ trưởng khác phục vụ cùng một lúc, khác với thứ trưởng tạm thời.
- Đối với những người có cùng đại số và có nhiều ngày nhậm chức (do cải tổ nội các, v.v.), không có đơn từ chức nào được đưa ra lần thứ hai và các lần tiếp theo (được coi là ở lại thay vì tái bổ nhiệm).
- Những người có tên in đậm là các Thủ tướng đã, đang và sẽ nhậm chức

### 内閣制以前・Nội các Chế dĩ tiền (Trước khi thực thi hệ thống nội các)
| Hình bộ khanh |                         |               |                                            |              |
| TT            | Hình bộ khanh           | Hình bộ khanh | Nhiệm kỳ                                   | Xuất thân    |
| 1             | Ōgimachi Sanjō Sanenaru |               | 8 tháng 7 năm 1869                         | Công gia     |
| -             | Trống                   | Trống         | 12 tháng 10 năm 1870                       |              |
| Tư pháp khanh |                         |               |                                            |              |
| TT            | Tư pháp khanh           | Tư pháp khanh | Nhiệm kỳ                                   | Xuất thân    |
| -             | Trống                   | Trống         | 9 tháng 7 năm 1871                         |              |
| 1             | Etō Shinpei             |               | 31 tháng 5 năm 1872 (lịch cũ: 27 tháng 4） | Phiên Saga   |
| 2             | Ōki Takatō              |               | 25 tháng 10 năm 1873                       | Phiên Saga   |
| 3             | Tanaka Fujimaro         |               | 15 tháng 3 năm 1880                        | Phiên Owari  |
| 4             | Ōki Takatō              |               | 21 tháng 10 năm 1881                       | Phiên Saga   |
| 5             | Yamada Akiyoshi         |               | 12 tháng 12 năm 1883                       | Phiên Chōshū |

### 内閣制施行以後・Nội các Chế thi Hàng dĩ hậu (Sau khi thực thi hệ thống nội các)
| Tư pháp Đại thần                                                                       |                    |                              |                                                                                 |                      |                                                 |
| TT                                                                                     | Tư pháp Đại thần   | Tư pháp Đại thần             | Nội các                                                                         | Nhiệm kỳ             | Xuất thân                                       |
| 1                                                                                      | Yamada Akiyoshi    |                              | Nội các Itō lần 1 Nội các Kuroda Nội các Yamagata lần 1 Nội các Matsukata lần 1 | 22 tháng 12 năm 1885 | Phiên Chōshū                                    |
| 2                                                                                      | Tanaka Fujimaro    |                              | Nội các Matsukata lần 1                                                         | 1 tháng 6 năm 1891   | Phiên Owari                                     |
| 3                                                                                      | Kōno Togama        |                              | Nội các Matsukata lần 1                                                         | 23 tháng 6 năm 1892  | Phiên Tosa                                      |
| 4                                                                                      | Yamagata Aritomo   |                              | Nội các Itō lần 2                                                               | 8 tháng 8 năm 1892   | Phiên Chōshū                                    |
| -                                                                                      | Itō Hirobumi       |                              | Nội các Itō lần 2                                                               | 11 tháng 3 năm 1893  | Phiên Chōshū                                    |
| 5                                                                                      | Yoshikawa Akimasa  |                              | Nội các Itō lần 2 Nội các Matsukata lần 2                                       | 16 tháng 3 năm 1893  | Phiên Tokushima                                 |
| 6                                                                                      | Kiyoura Keigo      |                              | Nội các Matsukata lần 2                                                         | 26 tháng 9 năm 1896  | Phiên Higo (Kumamoto)                           |
| 7                                                                                      | Sone Arasuke       |                              | Nội các Itō lần 3                                                               | 12 tháng 1 năm 1898  | Phiên Chōshū                                    |
| 8                                                                                      | Ohigashi Gitetsu   |                              | Nội các Ōkuma lần 1                                                             | 30 tháng 6 năm 1898  | Hiến Chính đảng                                 |
| 9                                                                                      | Kiyoura Keigo      |                              | Nội các Yamagata lần 2                                                          | 8 tháng 11 năm 1898  | Phiên Higo (Kumamoto) Hội nghiên cứu            |
| 10                                                                                     | Kaneko Kentarō     |                              | Nội các Itō lần 4                                                               | 19 tháng 10 năm 1900 | Lập hiến Chính hữu hội                          |
| 11                                                                                     | Kiyoura Keigo      |                              | Nội các Katsura lần 1                                                           | 2 tháng 6 năm 1901   | Nghiên cứu hội                                  |
| 12                                                                                     | Hatano Norinao     |                              | Nội các Katsura lần 1                                                           | 22 tháng 9 năm 1903  | Tư pháp tỉnh                                    |
| 13                                                                                     | Matsuda Masahisa   |                              | Nội các Saionji lần 1                                                           | 7 tháng 1 năm 1906   | Lập hiến Chính hữu Hội                          |
| 14                                                                                     | Senge Takatomi     |                              | Nội các Saionji lần 1                                                           | 25 tháng 3 năm 1908  | Mộc Diệu hội                                    |
| 15                                                                                     | Okabe Nagamoto     |                              | Nội các Katsura lần 2                                                           | 14 tháng 7 năm 1908  | Hội nghiên cứu                                  |
| 16                                                                                     | Matsuda Masahisa   |                              | Nội các Saionji lần 2                                                           | 30 tháng 8 năm 1911  | Lập hiến Chính hữu Hội                          |
| 17                                                                                     | Matsumuro Itasu    |                              | Nội các Katsura lần 3                                                           | 21 tháng 12 năm 1912 | Tư pháp tỉnh                                    |
| 18                                                                                     | Matsuda Masahisa   |                              | Nội các Yamamoto lần 1                                                          | 20 tháng 2 năm 1913  | Lập hiến Chính hữu Hội                          |
| -                                                                                      | Okuda Yoshihito    |                              | Nội các Yamamoto lần 1                                                          | 11 tháng 11 năm 1913 | Lập hiến Chính hữu Hội （Câu lạc bộ Giao hữu）  |
| 19                                                                                     | Okuda Yoshihito    | 6 tháng 3 năm 1914           | Nội các Yamamoto lần 1                                                          |                      | Lập hiến Chính hữu Hội （Câu lạc bộ Giao hữu）  |
| 20                                                                                     | Ozaki Yukio        |                              | Nội các Ōkuma lần 2                                                             | 16 tháng 4 năm 1914  | Trung Chính hội                                 |
| 21                                                                                     | Matsumuro Itasu    |                              | Nội các Terauchi                                                                | 9 tháng 10 năm 1916  | Tư pháp tỉnh                                    |
| 22                                                                                     | Hara Takashi       |                              | Nội các Hara                                                                    | 29 tháng 9 năm 1918  | Lập hiến Chính hữu Hội                          |
| 23                                                                                     | Ōki Enkichi        |                              | Nội các Hara Nội các Takahashi                                                  | 15 tháng 5 năm 1920  | Hội nghiên cứu                                  |
| 24                                                                                     | Okano Keijirō      |                              | Nội các Katō Tomosaburō                                                         | 12 tháng 6 năm 1922  | Lập hiến Chính hữu Hội （Câu lạc bộ Giao hữu）  |
| 25                                                                                     | Den Kenjirō        |                              | Nội các Yamamoto lần 2                                                          | 2 tháng 9 năm 1923   | Trà Thoại hội                                   |
| 26                                                                                     | Hiranuma Kiichirō  |                              | Nội các Yamamoto lần 2                                                          | 6 tháng 9 năm 1923   | Độc lập （Tư pháp tỉnh）                        |
| 27                                                                                     | Suzuki Kisaburō    |                              | Nội các Kiyoura                                                                 | 7 tháng 1 năm 1924   | Hội nghiên cứu                                  |
| 28                                                                                     | Yokota Sennosuke   |                              | Nội các Katō Takaaki                                                            | 11 tháng 6 năm 1924  | Lập hiến Chính hữu Hội                          |
| -                                                                                      | Takahashi Korekiyo |                              | Nội các Katō Takaaki                                                            | 5 tháng 2 năm 1925   | Lập hiến Chính hữu Hội                          |
| 29                                                                                     | Ogawa Heikichi     |                              | Nội các Katō Takaaki                                                            | 9 tháng 2 năm 1925   | Lập hiến Chính hữu Hội                          |
| 30                                                                                     | Egi Tasuku         |                              | Nội các Katō Takaaki Nội các Wakatsuki lần 1                                    | 2 tháng 8 năm 1925   | Hiến Chính hội                                  |
| 31                                                                                     | Hara Yoshimichi    |                              | Nội các Tanaka Giichi                                                           | 20 tháng 4 năm 1927  | Độc lập                                         |
| 32                                                                                     | Watanabe Chifuyu   |                              | Nội các Hamaguchi Nội các Wakatsuki lần 2                                       | 2 tháng 7 năm 1929   | Hội nghiên cứu                                  |
| 33                                                                                     | Suzuki Kisaburō    |                              | Nội các Inukai                                                                  | 13 tháng 12 năm 1931 | Hội nghiên cứu                                  |
| 34                                                                                     | Kawamura Takeji    |                              | Nội các Inukai                                                                  | 25 tháng 3 năm 1932  | Câu lạc bộ Giao hữu                             |
| 35                                                                                     | Koyama Matsukichi  |                              | Nội các Saitō                                                                   | 26 tháng 5 năm 1932  | Tư pháp tỉnh                                    |
| 36                                                                                     | Ohara Naoshi       |                              | Nội các Okada                                                                   | 8 tháng 7 năm 1934   | Tư pháp tỉnh                                    |
| 37                                                                                     | Hayashi Raizaburō  |                              | Nội các Hirota                                                                  | 9 tháng 3 năm 1936   | Tư pháp tỉnh                                    |
| 38                                                                                     | Shiono Suehiko     |                              | Nội các Hayashi Nội các Konoe lần 1 Nội các Hiranuma                            | 2 tháng 2 năm 1937   | Tư pháp tỉnh                                    |
| 39                                                                                     | Miyagi Chōgorō     |                              | Nội các Abe Nobuyuki                                                            | 30 tháng 8 năm 1939  | Tư pháp tỉnh                                    |
| 40                                                                                     | Kimura Shōtatsu    |                              | Nội các Yonai                                                                   | 16 tháng 1 năm 1940  | Tư pháp tỉnh                                    |
| 41                                                                                     | Akira Kazami       |                              | Nội các Konoe lần 2                                                             | 22 tháng 7 năm 1940  | Quốc dân Tư minh→ Đại chính Dựt tiến hội        |
| 42                                                                                     | Yanagawa Heisuke   |                              | Nội các Konoe lần 2                                                             | 21 tháng 12 năm 1940 | Phó đô đốc quân đội dự bị                       |
| 43                                                                                     | Konoe Fumimaro     |                              | Nội các Konoe lần 3                                                             | 18 tháng 7 năm 1941  | Hỏa diệu hội                                    |
| 44                                                                                     | Iwamura Michiyo    |                              | Nội các Konoe lần 3 Nội các Tōjō                                                | 25 tháng 7 năm 1941  | Tư pháp tỉnh                                    |
| 45                                                                                     | Matsusaka Hiromasa |                              | Nội các Koiso Nội các Suzuki Kantarō                                            | 22 tháng 7 năm 1944  | Tư pháp tỉnh                                    |
| 46                                                                                     | Iwata Chiyūzō      |                              | Nội các Hirashikuni Nội các Shindehara                                          | 17 tháng 8 năm 1945  | Hội Hòa đồng                                    |
| 47                                                                                     | Kimura Tokutarō    |                              | Nội các Yoshida lần 1                                                           | 22 tháng 5 năm 1946  | Độc lập                                         |
| -                                                                                      | Katayama Tetsu     |                              | Nội các Katayama                                                                | 24 tháng 5 năm 1947  | Đảng Xã hội Nhật Bản                            |
| 48                                                                                     | Suzuki Yoshio      |                              | Nội các Katayama                                                                | 1 tháng 6 năm 1947   | Đảng Xã hội Nhật Bản                            |
| Thống đốc Tư pháp (Luật Thành lập Văn phòng Tổng chưởng lý (Đạo luật số 193 năm 1947)) |                    |                              |                                                                                 |                      |                                                 |
| TT                                                                                     | Thống đốc          | Thống đốc                    | Nội các                                                                         | Nhiệm kỳ             | Đảng                                            |
| 1                                                                                      | Suzuki Yoshio      |                              | Nội các Katayama                                                                | 15 tháng 2 năm 1948  | Đảng Xã hội Nhật Bản                            |
| 2                                                                                      | Suzuki Yoshio      | Nội các Ashida               | 10 tháng 3 năm 1948                                                             |                      | Đảng Xã hội Nhật Bản                            |
| -                                                                                      | Yoshida Shigeru    |                              | Nội các Yoshida lần 2                                                           | 15 tháng 10 năm 1948 | Đảng Tự do                                      |
| 3                                                                                      | Ueda Shunkichi     |                              | Nội các Yoshida lần 2                                                           | 7 tháng 11 năm 1948  | Độc lập                                         |
| 4                                                                                      | Ueda Shunkichi     | Nội các Yoshida lần 3        | 16 tháng 2 năm 1949                                                             |                      | Độc lập                                         |
| Thống đốc Tư pháp (Luật Thành lập Văn phòng Tổng chưởng lý (Đạo luật số 193 năm 1947)) |                    |                              |                                                                                 |                      |                                                 |
| TT                                                                                     | Thống đốc          | Thống đốc                    | Nội các                                                                         | Nhiệm kỳ             | Đảng                                            |
| 4                                                                                      | Ueda Shunkichi     |                              | Nội các Yoshida lần 2                                                           | 1 tháng 6 năm 1949   | Độc lập                                         |
| 5                                                                                      | Ōhashi Takeo       |                              | Nội các Yoshida lần 3 - Cải tổ lần 1 - Cải tổ lần 2                             | 28 tháng 6 năm 1950  | Đảng Tự do                                      |
| 6                                                                                      | Kimura Tokutarō    |                              | Nội các Yoshida lần 3 - Cải tổ lần 3                                            | 26 tháng 12 năm 1951 | Độc lập                                         |
| Tư pháp Đại thần (Luật Thành lập Bộ Tư pháp (Đạo luật số 193 năm 1947))                |                    |                              |                                                                                 |                      |                                                 |
| TT                                                                                     | Đại thần           | Đại thần                     | Nội các                                                                         | Nhiệm kỳ             | Đảng                                            |
| 1                                                                                      | Kimura Tokutarō    |                              | Nội các Yoshida lần 3 - Cải tổ lần 3                                            | 1 tháng 8 năm 1952   | Độc lập                                         |
| 2                                                                                      | Inukai Takeru      |                              | Nội các Yoshida lần 4                                                           | 30 tháng 10 năm 1952 | Đảng Tự do                                      |
| 3                                                                                      | Inukai Takeru      | Nội các Yoshida lần 5        | 21 tháng 5 năm 1953                                                             |                      | Đảng Tự do                                      |
| 4                                                                                      | Katō Ryōgorō       | Nội các Yoshida lần 5        |                                                                                 | 22 tháng 4 năm 1954  | Đảng Tự do                                      |
| 5                                                                                      | Ohara Naoshi       | Nội các Yoshida lần 5        |                                                                                 | 19 tháng 6 năm 1954  | Đảng Tự do                                      |
| 6                                                                                      | Hanamura Shirō     |                              | Nội các Hatoyama Ichiō lần 1                                                    | 10 tháng 12 năm 1954 | Đảng Dân chủ Nhật Bản                           |
| 7                                                                                      | Hanamura Shirō     | Nội các Hatoyama Ichiō lần 2 | 19 tháng 3 năm 1955                                                             |                      | Đảng Dân chủ Nhật Bản                           |
| 8                                                                                      | Makino Ryōzō       |                              | Nội các Hatoyama Ichiō lần 3                                                    | 22 tháng 11 năm 1955 | Đảng Dân chủ Tự do                              |
| -                                                                                      | Ishibashi Tanzan   |                              | Nội các Ishibashi                                                               | 23 tháng 12 năm 1956 | Đảng Dân chủ Tự do                              |
| 9                                                                                      | Nakamura Umekichi  |                              | Nội các Ishibashi                                                               | 23 tháng 12 năm 1956 | Đảng Dân chủ Tự do                              |
| 10                                                                                     | Nakamura Umekichi  | Nội các Kishi lần 1          | 25 tháng 2 năm 1957                                                             |                      | Đảng Dân chủ Tự do                              |
| 11                                                                                     | Karasawa Toshiki   |                              | Nội các Kishi lần 1 - Cải tổ                                                    | 10 tháng 7 năm 1957  | Đảng Dân chủ Tự do                              |
| 12                                                                                     | Aichi Kiichi       |                              | Nội các Kishi lần 2                                                             | 12 tháng 6 năm 1958  | Đảng Dân chủ Tự do                              |
| 13                                                                                     | Ino Hiroya         |                              | Nội các Kishi lần 2 - Cải tổ                                                    | 18 tháng 6 năm 1959  | Đảng Dân chủ Tự do                              |
| 14                                                                                     | Kojima Tetsuzō     |                              | Nội các Ikeda lần 1                                                             | 19 tháng 7 năm 1960  | Đảng Dân chủ Tự do                              |
| 15                                                                                     | Ueki Kōshirō       |                              | Nội các Ikeda lần 2 Nội các Ikeda lần 2 - Cải tổ lần 1                          | 8 tháng 12 năm 1960  | Đảng Dân chủ Tự do                              |
| 16                                                                                     | Nakagaki Kunio     |                              | Nội các Ikeda lần 2 - Cải tổ lần 2                                              | 18 tháng 7 năm 1962  | Đảng Dân chủ Tự do                              |
| 17                                                                                     | Kaya Okinori       |                              | Nội các Ikeda lần 2 - Cải tổ lần 3                                              | 18 tháng 7 năm 1963  | Đảng Dân chủ Tự do                              |
| 18                                                                                     | Kaya Okinori       | Nội các Ikeda lần 3          | 9 tháng 12 năm 1963                                                             |                      | Đảng Dân chủ Tự do                              |
| 19                                                                                     | Takahashi Hitoshi  |                              | Nội các Ikeda lần 3 - Cải tổ                                                    | 18 tháng 7 năm 1964  | Đảng Dân chủ Tự do                              |
| 20                                                                                     | Takahashi Hitoshi  | Nội các Satō lần 1           | 9 tháng 11 năm 1964                                                             |                      | Đảng Dân chủ Tự do                              |
| 21                                                                                     | Ishii Mitsujirō    |                              | Nội các Satō lần 1 - Cải tổ lần 1 Nội các Satō lần 1 - Cải tổ lần 2             | 3 tháng 6 năm 1965   | Đảng Dân chủ Tự do                              |
| 22                                                                                     | Tanaka Isaji       |                              | Nội các Satō lần 1 - Cải tổ lần 3                                               | 3 tháng 12 năm 1966  | Đảng Dân chủ Tự do                              |
| 23                                                                                     | Tanaka Isaji       | Nội các Satō lần 2           | 17 tháng 2 năm 1967                                                             |                      | Đảng Dân chủ Tự do                              |
| 24                                                                                     | Akama Bunzō        |                              | Nội các Satō lần 2 - Cải tổ lần 1                                               | 25 tháng 11 năm 1967 | Đảng Dân chủ Tự do                              |
| 25                                                                                     | Saigō Kichinosuke  |                              | Nội các Satō lần 2 - Cải tổ lần 2                                               | 30 tháng 11 năm 1968 | Đảng Dân chủ Tự do                              |
| 26                                                                                     | Kobayashi Takeji   |                              | Nội các Satō lần 3                                                              | 14 tháng 1 năm 1970  | Đảng Dân chủ Tự do                              |
| 27                                                                                     | Akita Daisuke      |                              | Nội các Satō lần 3                                                              | 9 tháng 2 năm 1971   | Đảng Dân chủ Tự do                              |
| 28                                                                                     | Ueki Kōshirō       |                              | Nội các Satō lần 3                                                              | 17 tháng 2 năm 1971  | Đảng Dân chủ Tự do                              |
| 29                                                                                     | Maeo Shigesaburō   |                              | Nội các Satō lần 3 Nội các Satō lần 3 - Cải tổ                                  | 5 tháng 7 năm 1971   | Đảng Dân chủ Tự do                              |
| 30                                                                                     | Kōri Yūichi        |                              | Nội các Tanaka Kakuei lần 1                                                     | 7 tháng 7 năm 1972   | Đảng Dân chủ Tự do                              |
| 31                                                                                     | Tanaka Isaji       |                              | Nội các Tanaka Kakuei lần 2                                                     | 22 tháng 12 năm 1972 | Đảng Dân chủ Tự do                              |
| 32                                                                                     | Nakamura Umekichi  |                              | Nội các Tanaka Kakuei lần 2 - Cải tổ lần 1                                      | 25 tháng 11 năm 1973 | Đảng Dân chủ Tự do                              |
| 33                                                                                     | Hamano Seigo       |                              | Nội các Tanaka Kakuei lần 2 - Cải tổ lần 2                                      | 11 tháng 11 năm 1974 | Đảng Dân chủ Tự do                              |
| 34                                                                                     | Osamu Inaba        |                              | Nội các Miki Nội các Miki - Cải tổ                                              | 9 tháng 12 năm 1974  | Đảng Dân chủ Tự do                              |
| 35                                                                                     | Fukuda Hajime      |                              | Nội các Fukuda Takeo                                                            | 24 tháng 12 năm 1976 | Đảng Dân chủ Tự do                              |
| 36                                                                                     | Setoyama Mitsuo    |                              | Nội các Fukuda Takeo Nội các Fukuda Takeo - Cải tổ                              | 5 tháng 10 năm 1977  | Đảng Dân chủ Tự do                              |
| 37                                                                                     | Furui Yoshimi      |                              | Nội các Ōhira lần 1                                                             | 7 tháng 12 năm 1978  | Đảng Dân chủ Tự do                              |
| 38                                                                                     | Kuraishi Tadao     |                              | Nội các Ōhira lần 2                                                             | 9 tháng 11 năm 1979  | Đảng Dân chủ Tự do                              |
| 39                                                                                     | Okuno Seisuke      |                              | Nội các Suzuki Zenkō                                                            | 17 tháng 7 năm 1980  | Đảng Dân chủ Tự do                              |
| 40                                                                                     | Sakata Michita     |                              | Nội các Suzuki Zenkō - Cải tổ                                                   | 30 tháng 11 năm 1981 | Đảng Dân chủ Tự do                              |
| 41                                                                                     | Hatano Akira       |                              | Nội các Nakasone lần 1                                                          | 27 tháng 11 năm 1982 | Đảng Dân chủ Tự do                              |
| 42                                                                                     | Sumi Eisaku        |                              | Nội các Nakasone lần 2                                                          | 27 tháng 12 năm 1983 | Đảng Dân chủ Tự do                              |
| 43                                                                                     | Shimasaki Hitoshi  |                              | Nội các Nakasone lần 2 - Cải tổ lần 1                                           | 1 tháng 11 năm 1984  | Đảng Dân chủ Tự do                              |
| 44                                                                                     | Suzuki Shōgo       |                              | Nội các Nakasone lần 2 - Cải tổ lần 2                                           | 28 tháng 12 năm 1985 | Đảng Dân chủ Tự do                              |
| 45                                                                                     | Endō Kaname        |                              | Nội các Nakasone lần 3                                                          | 22 tháng 7 năm 1986  | Đảng Dân chủ Tự do                              |
| 46                                                                                     | Hayashida Yukio    |                              | Nội các Takeshita                                                               | 6 tháng 11 năm 1987  | Đảng Dân chủ Tự do                              |
| 47                                                                                     | Hasegawa Takashi   |                              | Nội các Takeshita - Cải tổ                                                      | 27 tháng 12 năm 1988 | Đảng Dân chủ Tự do                              |
| 48                                                                                     | Takatsuji Masami   |                              | Nội các Takeshita - Cải tổ                                                      | 30 tháng 12 năm 1988 | Độc lập                                         |
| 49                                                                                     | Tanigawa Kazuho    |                              | Nội các Uno                                                                     | 3 tháng 6 năm 1989   | Đảng Dân chủ Tự do                              |
| 50                                                                                     | Gotō Masao         |                              | Nội các Kaifu lần 1                                                             | 10 tháng 8 năm 1989  | Đảng Dân chủ Tự do                              |
| 51                                                                                     | Hasegawa Shin      |                              | Nội các Kaifu lần 2                                                             | 28 tháng 2 năm 1990  | Đảng Dân chủ Tự do                              |
| 52                                                                                     | Kajiyama Seiroku   |                              | Nội các Kaifu lần 2                                                             | 13 tháng 9 năm 1990  | Đảng Dân chủ Tự do                              |
| 53                                                                                     | Satō Megumu        |                              | Nội các Kaifu lần 2 - Cải tổ                                                    | 29 tháng 12 năm 1990 | Đảng Dân chủ Tự do                              |
| 54                                                                                     | Tawara Takashi     |                              | Nội các Miyazawa                                                                | 5 tháng 11 năm 1991  | Đảng Dân chủ Tự do                              |
| 55                                                                                     | Gotōda Masaharu    |                              | Nội các Miyazawa - Cải tổ                                                       | 12 tháng 12 năm 1992 | Đảng Dân chủ Tự do                              |
| 56                                                                                     | Mikadzuki Akira    |                              | Nội các Hosokawa                                                                | 9 tháng 8 năm 1993   | Độc lập                                         |
| -                                                                                      | Hata Tsutomu       |                              | Nội các Hata                                                                    | 28 tháng 4 năm 1994  | Đảng Dân sinh                                   |
| 57                                                                                     | Nagano Shigeto     |                              | Nội các Hata                                                                    | 28 tháng 4 năm 1994  | Đảng Dân sinh                                   |
| 58                                                                                     | Nakai Hiroshi      |                              | Nội các Hata                                                                    | 8 tháng 5 năm 1994   | Đảng Xã hội                                     |
| 59                                                                                     | Maeda Isao         |                              | Nội các Murayama                                                                | 30 tháng 6 năm 1994  | Đảng Dân chủ Tự do （Tham Nghị viện）           |
| 60                                                                                     | Tazawa Tomoharu    |                              | Nội các Murayama - Cải tổ                                                       | 8 tháng 8 năm 1995   | Đảng Dân chủ Tự do （Tham Nghị viện）           |
| 61                                                                                     | Miyazawa Hiroshi   |                              | Nội các Murayama - Cải tổ                                                       | 9 tháng 10 năm 1995  | Đảng Dân chủ Tự do （Tham Nghị viện）           |
| 62                                                                                     | Nagao Ritsuko      |                              | Nội các Hashimoto lần 1                                                         | 11 tháng 1 năm 1996  | Độc lập                                         |
| 63                                                                                     | Matsuura Isao      |                              | Nội các Hashimoto lần 2                                                         | 7 tháng 11 năm 1996  | Đảng Dân chủ Tự do                              |
| 64                                                                                     | Shimoinaba Kokichi |                              | Nội các Hashimoto lần 2 - Cải tổ                                                | 11 tháng 9 năm 1997  | Đảng Dân chủ Tự do                              |
| 65                                                                                     | Nakamura Shōzaburō |                              | Nội các Obuchi Nội các Obuchi - Cải tổ lần 1                                    | 30 tháng 7 năm 1998  | Đảng Dân chủ Tự do                              |
| 66                                                                                     | Jinnouchi Takao    |                              | Nội các Obuchi - Cải tổ lần 1                                                   | 8 tháng 3 năm 1999   | Đảng Dân chủ Tự do                              |
| 67                                                                                     | Usui Hideo         |                              | Nội các Obuchi - Cải tổ lần 2                                                   | 5 tháng 10 năm 1999  | Đảng Dân chủ Tự do                              |
| 68                                                                                     | Usui Hideo         | Nội các Mori lần 1           | 5 tháng 4 năm 2000                                                              |                      | Đảng Dân chủ Tự do                              |
| 69                                                                                     | Yasuoka Okiharu    |                              | Nội các Mori lần 2                                                              | 4 tháng 7 năm 2000   | Đảng Dân chủ Tự do                              |
| 70                                                                                     | Kōmura Masahiko    |                              | Nội các Mori lần 2                                                              | 5 tháng 12 năm 2000  | Đảng Dân chủ Tự do                              |
| Bộ trưởng Tư pháp (Luật Thành lập Bộ Tư pháp (Luật số 93, ngày 16 tháng 7 năm 1999))   |                    |                              |                                                                                 |                      |                                                 |
| TT                                                                                     | Bộ trưởng          | Bộ trưởng                    | Nôi các                                                                         | Nhiệm kỳ             | Đảng                                            |
| 70                                                                                     | Kōmura Masahiko    |                              | Nội các Mori lần 2                                                              | 6 tháng 1 năm 2001   | Đảng Dân chủ Tự do                              |
| 71                                                                                     | Moriyama Mayumi    |                              | Nội các Koizumi lần 1 Nội các Koizumi lần 1 - Cải tổ lần 1                      | 26 tháng 4 năm 2001  | Đảng Dân chủ Tự do                              |
| 72                                                                                     | Nozawa Taizō       |                              | Nội các Koizumi lần 1 - Cải tổ lần 2                                            | 22 tháng 9 năm 2003  | Đảng Dân chủ Tự do                              |
| 73                                                                                     | Nozawa Taizō       | Nội các Koizumi lần 2        | 19 tháng 11 năm 2003                                                            |                      | Đảng Dân chủ Tự do                              |
| 74                                                                                     | Minamino Chieko    |                              | Nội các Koizumi lần 2 - Cải tổ                                                  | 27 tháng 9 năm 2004  | Đảng Dân chủ Tự do                              |
| 75                                                                                     | Minamino Chieko    | Nội các Koizumi lần 3        | 21 tháng 9 năm 2005                                                             |                      | Đảng Dân chủ Tự do                              |
| 76                                                                                     | Sugiura Seiken     |                              | Nội các Koizumi lần 3 - Cải tổ                                                  | 31 tháng 10 năm 2005 | Đảng Dân chủ Tự do                              |
| 77                                                                                     | Nagase Jin'en      |                              | Nội các Abe lần 1                                                               | 26 tháng 9 năm 2006  | Đảng Dân chủ Tự do                              |
| 78                                                                                     | Hatoyama Kunio     |                              | Nội các Abe lần 1 - Cải tổ                                                      | 27 tháng 8 năm 2007  | Đảng Dân chủ Tự do                              |
| 79                                                                                     | Hatoyama Kunio     | Nội các Fukuda Yasuo         | 26 tháng 9 năm 2007                                                             |                      | Đảng Dân chủ Tự do                              |
| 80                                                                                     | Yasuoka Okiharu    |                              | Nội các Fukuda Yasuo - Cải tổ                                                   | 2 tháng 8 năm 2008   | Đảng Dân chủ Tự do                              |
| 81                                                                                     | Mori Eisuke        |                              | Nội các Asō                                                                     | 24 tháng 9 năm 2008  | Đảng Dân chủ Tự do                              |
| 82                                                                                     | Chiba Keiko        |                              | Nội các Hatoyama Yukio                                                          | 16 tháng 9 năm 2009  | Đảng Dân chủ （Tham Nghị viện） → Độc lập       |
| 83                                                                                     | Chiba Keiko        | Nội các Kan                  | 8 tháng 6 năm 2010                                                              |                      | Đảng Dân chủ （Tham Nghị viện） → Độc lập       |
| 84                                                                                     | Yanagida Minoru    |                              | Nội các Kan - Cải tổ lần 1                                                      | 17 tháng 9 năm 2010  | Đảng Dân chủ （Tham Nghị viện）                 |
| 85                                                                                     | Sengoku Yoshito    |                              | Nội các Kan - Cải tổ lần 1                                                      | 22 tháng 11 năm 2010 | Đảng Dân chủ （Tham Nghị viện）                 |
| 86                                                                                     | Eda Satsuki        |                              | Nội các Kan - Cải tổ lần 2                                                      | 14 tháng 1 năm 2011  | Đảng Dân chủ （Tham Nghị viện）                 |
| 87                                                                                     | Hiraoka Hideo      |                              | Nội các Noda                                                                    | 2 tháng 9 năm 2011   | Đảng Dân chủ （Tham Nghị viện）                 |
| 88                                                                                     | Ogawa Toshio       |                              | Nội các Noda - Cải tổ lần 1                                                     | 13 tháng 1 năm 2012  | Đảng Dân chủ （Tham Nghị viện）                 |
| 89                                                                                     | Taki Makoto        |                              | Nội các Noda - Cải tổ lần 2                                                     | 4 tháng 6 năm 2012   | Đảng Dân chủ （Tham Nghị viện）                 |
| 90                                                                                     | Tanaka Keishū      |                              | Nội các Noda - Cải tổ lần 3                                                     | 1 tháng 10 năm 2012  | Đảng Dân chủ （Tham Nghị viện）                 |
| -                                                                                      | Kodaira Tadamasa   |                              | Nội các Noda - Cải tổ lần 3                                                     | 23 tháng 10 năm 2012 | Đảng Dân chủ （Tham Nghị viện）                 |
| 91                                                                                     | Taki Makoto        |                              | Nội các Noda - Cải tổ lần 3                                                     | 24 tháng 10 năm 2012 | Đảng Dân chủ （Tham Nghị viện）                 |
| 92                                                                                     | Tanigaki Sadakazu  |                              | Nội các Abe lần 2                                                               | 26 tháng 12 năm 2012 | Đảng Dân chủ Tự do                              |
| 93                                                                                     | Matsushima Midori  |                              | Nội các Abe lần 2 - Cải tổ                                                      | 3 tháng 9 năm 2014   | Đảng Dân chủ Tự do                              |
| -                                                                                      | Yamatani Eriko     |                              | Nội các Abe lần 2 - Cải tổ                                                      | 20 tháng 10 năm 2014 | Đảng Dân chủ Tự do                              |
| 94                                                                                     | Kamikawa Yōko      |                              | Nội các Abe lần 2 - Cải tổ                                                      | 21 tháng 10 năm 2014 | Đảng Dân chủ Tự do                              |
| 95                                                                                     | Kamikawa Yōko      | Nội các Abe lần 3            | 24 tháng 12 năm 2014                                                            |                      | Đảng Dân chủ Tự do                              |
| 96                                                                                     | Iwaki Mitsuhide    |                              | Nội các Abe lần 3 - Cải tổ lần 1                                                | 7 tháng 10 năm 2015  | Đảng Dân chủ Tự do （Tham Nghị viện） → Độc lập |
| 97                                                                                     | Kaneda Katsutoshi  |                              | Nội các Abe lần 3 - Cải tổ lần 2                                                | 3 tháng 8 năm 2016   | Đảng Dân chủ Tự do                              |
| 98                                                                                     | Kamikawa Yōko      |                              | Nội các Abe lần 3 - Cải tổ lần 3                                                | 3 tháng 8 năm 2017   | Đảng Dân chủ Tự do                              |
| 99                                                                                     | Kamikawa Yōko      | Nội các Abe lần 4            | 1 tháng 11 năm 2017                                                             |                      | Đảng Dân chủ Tự do                              |
| 100                                                                                    | Yamashita Takashi  |                              | Nội các Abe lần 4 - Cải tổ lần 1                                                | 2 tháng 10 năm 2018  | Đảng Dân chủ Tự do                              |
| 101                                                                                    | Kawai Katsuyuki    |                              | Nội các Abe lần 4 - Cải tổ lần 2                                                | 11 tháng 9 năm 2019  | Đảng Dân chủ Tự do                              |
| 102                                                                                    | Mori Masako        |                              | Nội các Abe lần 4 - Cải tổ lần 2                                                | 31 tháng 10 năm 2019 | Đảng Dân chủ Tự do                              |
| 103                                                                                    | Kamikawa Yōko      |                              | Nội các Suga                                                                    | 16 tháng 9 năm 2020  | Đảng Dân chủ Tự do                              |
| 104                                                                                    | Furukawa Yoshihisa |                              | Nội các Kishida lần 1                                                           | 4 tháng 10 năm 2021  | Đảng Dân chủ Tự do                              |
| 105                                                                                    | Furukawa Yoshihisa | Nội các Kishida lần 2        | 10 tháng 11 năm 2021                                                            |                      | Đảng Dân chủ Tự do                              |
| 106                                                                                    | Hanashi Yasuhiro   |                              | Nội các Kishida lần 2 - Cải tổ lần 1                                            | 10 tháng 08 năm 2022 | Đảng Dân chủ Tự do                              |
| 107                                                                                    | Saitō Ken          |                              | Nội các Kishida lần 2 - Cải tổ lần 1                                            | 11 tháng 11 năm 2022 | Đảng Dân chủ Tự do                              |
| 108                                                                                    | Koizumi Ryuji      |                              | Nội các Kishida lần 2 - Cải tổ lần 2                                            | 13 tháng 9 năm 2023  | Đảng Dân chủ Tự do                              |
| 109                                                                                    | Makihara Hideki    |                              | Nội các Ishiba lần 1                                                            | 1 tháng 10 năm 2024  | Đảng Dân chủ Tự do                              |
| 110                                                                                    | Suzuki Keisuke     |                              | Nội các Ishiba lần 2                                                            | 11 tháng 11 năm 2024 | Đảng Dân chủ Tự do                              |